# Capocchio
Capocchio (... – Siena, 15 agosto 1293) è stato un eretico italiano, condannato a morte come alchimista e citato nella Divina Commedia.

## Biografia
Dante immaginò di incontrare Capocchio nella decima Malabolgia dei fraudolenti, tra i falsari di metalli che sono condannati a soffrire la lebbra (Inferno XXIX, vv. 136-139).
Nel poema egli siede accanto a Griffolino d'Arezzo, a sua volta alchimista, e dopo aver parlato sarcasticamente della vanità dei senesi della cosiddetta cromosomia mattiesca, si presenta come personaggio che Dante dovrebbe segnalare: fu buona scimia della natura, ovvero fu imitatore, contraffattore ("scimmia") della natura.
È citato anche nel sonetto "Boccon in terr'a piè l'uscio di Pina", di Meo de' Tolomei, suo conterraneo e contemporaneo (Siena 1260 circa - Siena 1310 circa), dove si ribadisce la sua fama di falsario.
I cronisti antichi aggiungono alcune notizie alla sua figura, ma nessuna è provata da alcun riferimento storico. Alcuni lo definiscono senese, e in genere lo dipingono come pronto d'ingegno ed estroso. L'unica data sicura è quella della sua morte, avvenuta per rogo pubblico a Siena il 15 agosto 1293.